# 小島伸幸
小島 伸幸（こじま のぶゆき、1966年1月17日 - ）は、群馬県前橋市出身の元サッカー選手、サッカー指導者（JFA 公認S級コーチ）。ポジションはゴールキーパー（GK）。同志社大学商学部卒業。サッカー解説者、アドバイザーとしても活動している。

## 経歴
小学4年生の時にサッカーと出会い、小学5年生から本格的にサッカーを始める。新島学園高等学校時代にGKに転向した。同志社大学を経て、1988年に日本サッカーリーグのフジタ（後のベルマーレ平塚、現湘南ベルマーレ）に加入。フジタ時代は古島清人の控えに甘んじたが、ベルマーレ平塚となりJリーグ昇格1年目の1994年、不調の古島に代わる形で試合に出場し、正GKとして定着した。第74回天皇杯全日本サッカー選手権大会では決勝でセレッソ大阪を破っての優勝に貢献した。また、Jリーグ入り後も社員選手であったが、1995年1月24日にプロ契約を結んだ。1995年7月にはJリーグオールスターサッカーに先発出場した。12月にはアジアカップウィナーズカップも制した。
1995年に日本代表に選出、6月6日、アンブロ・カップのブラジル戦で初出場を果たし、3失点はしたものの、好守を連発して失点を最低限に抑えた。この試合では接触プレーで左手小指を痛めた（一部では「ロベルト・カルロスのシュートで骨折した」という噂が出回っているが、本人が否定している）。1996年のカールスバーグカップ、ポーランド代表との試合に出場したのが代表での最後のプレーとなった。以降も代表入りし、1998 FIFAワールドカップには第3GKとしてメンバーに選出され、最年長として、ムードメーカーとしてチームを引っ張ったが、出場機会を得ることは無かった。
1998年末、ベルマーレ親会社の経営不振による主力総放出により、1999年にはアビスパ福岡へ移籍。同年のJリーグオールスターサッカーに出場した。2001年限りで福岡を退団した後、Jリーグでのプレー続行を模索しFC東京のテストを受けたが若手GK との一騎打ちに敗れた。
2002年、群馬県社会人サッカーリーグ1部のザスパ草津（現：ザスパクサツ群馬）へ移籍、選手兼コーチとしてプレー、JFLへの昇格がかかる地域リーグ決勝大会では、再三の好セーブするなどJFL昇格に貢献、2004年にはJ2昇格に貢献した。2005年11月にはJ2最年長出場記録を更新。2006年1月24日に現役引退を発表した。2005年12月3日の札幌戦が現役最後の試合となった。
現役引退後は群馬のアドバイザースタッフとして普及活動を続ける一方で、2008年より日本大学サッカー部コーチに就任。またサッカー解説業（主としてNHK衛星放送の中継、他にはスカパー!などにも出演）も行っている。柔和な語り口には人柄（次項参照）が滲み出ており、好評である。同年4月にはJFAアンバサダーにも選ばれた。資産運用として人気を集めるFXにチャレンジしブログを書いている。
2015年7月23日、アルテリーヴォ和歌山のアドバイザーに就任。2019年12月25日、ザスパクサツ群馬トップチームのGKコーチに就任した。2021年12月16日、退任が発表された。

## 人物
- 日本代表の試合ではロベルト・カルロスのブラジル代表としての初ゴール[8]、Jリーグでは中村俊輔のJリーグ初ゴール[9]。エドゥー・マランゴンの有名な40メートルからのFKでのゴール、ジーコ現役最後のFKからのゴール、エムボマの有名なボレーシュートなど[10]、伝説に残るような得点を決められている[11]。また、Jリーグでは、福田正博、中村俊輔、ダニエレ・マッサーロ、サルヴァトーレ・スキラッチらの対戦相手にハットトリックを決められ、合計8回のハットトリックを許した[12][13][14][15][16][17][18][19]。

- GK出身者としては初のJFAアンバサダーに任命されている。

- Jリーグ中継時の解説では、自らの経験を生かしたGKとしての分析が多い。これまでの解説者にGK出身者は数少なかった（他には瀬田竜彦や田口光久、加藤好男など少数のみ。)

## 所属クラブ
- 1978年 - 1980年 新島学園中学校
- 1981年 - 1983年 新島学園高校
- 1984年 - 1987年 同志社大学
- 1988年 - 1998年  フジタ / ベルマーレ平塚
- 1999年 - 2001年  アビスパ福岡
- 2002年 - 2005年  ザスパ草津

## 個人成績
| 国内大会個人成績 | 国内大会個人成績 | 国内大会個人成績 | 国内大会個人成績 | 国内大会個人成績 | 国内大会個人成績 | 国内大会個人成績 | 国内大会個人成績 | 国内大会個人成績 | 国内大会個人成績 | 国内大会個人成績 | 国内大会個人成績 |
| 年度             | クラブ           | 背番号           | リーグ           | リーグ戦         | リーグ戦         | リーグ杯         | リーグ杯         | オープン杯       | オープン杯       | 期間通算         | 期間通算         |
| 年度             | クラブ           | 背番号           | リーグ           | 出場             | 得点             | 出場             | 得点             | 出場             | 得点             | 出場             | 得点             |
| 日本             | 日本             | 日本             | 日本             | リーグ戦         | リーグ戦         | JSL杯/ナビスコ杯 | JSL杯/ナビスコ杯 | 天皇杯           | 天皇杯           | 期間通算         | 期間通算         |
| ---------------- | ---------------- | ---------------- | ---------------- | ---------------- | ---------------- | ---------------- | ---------------- | ---------------- | ---------------- | ---------------- | ---------------- |
| 1988-89          | フジタ           | 21               | JSL1部           | 5                | 0                |                  |                  |                  |                  | 5                | 0                |
| 1989-90          | フジタ           | 21               | JSL1部           | 7                | 0                | 0                | 0                |                  |                  | 7                | 0                |
| 1990-91          | フジタ           | 21               | JSL2部           | 2                | 0                | 1                | 0                |                  |                  | 3                | 0                |
| 1991-92          | フジタ           | 21               | JSL2部           | 0                | 0                | 0                | 0                |                  |                  | 0                | 0                |
| 1992             | フジタ           | 21               | 旧JFL1部         | 0                | 0                | -                | -                |                  |                  |                  |                  |
| 1993             | フジタ           | 21               | 旧JFL1部         | 0                | 0                | -                | -                |                  |                  |                  |                  |
| 1994             | 平塚             | -                | J                | 41               | 0                | 1                | 0                |                  |                  | 42               | 0                |
| 1995             | 平塚             | -                | J                | 47               | 0                | -                | -                |                  |                  | 47               | 0                |
| 1996             | 平塚             | -                | J                | 29               | 0                | 15               | 0                |                  |                  | 44               | 0                |
| 1997             | 平塚             | 1                | J                | 21               | 0                | 0                | 0                |                  |                  | 21               | 0                |
| 1998             | 平塚             | 1                | J                | 34               | 0                | 0                | 0                |                  |                  | 34               | 0                |
| 1999             | 福岡             | 30               | J1               | 29               | 0                | 4                | 0                | 2                | 0                | 35               | 0                |
| 2000             | 福岡             | 1                | J1               | 30               | 0                | 2                | 0                | 1                | 0                | 33               | 0                |
| 2001             | 福岡             | 1                | J1               | 8                | 0                | 1                | 0                | 0                | 0                | 9                | 0                |
| 2002             | 草津             | 22               | 群馬県1部        | 6                | 0                | -                | -                | -                | -                | 6                | 0                |
| 2003             | 草津             | 22               | 関東2部          | 12               | 0                | -                | -                | 1                | 0                | 13               | 0                |
| 2004             | 草津             | 22               | JFL              | 26               | 0                | -                | -                | 5                | 0                | 31               | 0                |
| 2005             | 草津             | 22               | J2               | 23               | 0                | -                | -                | 1                | 0                | 24               | 0                |
| 通算             | 日本             | 日本             | J1               | 239              | 0                | 23               | 0                |                  |                  |                  |                  |
| 通算             | 日本             | 日本             | J2               | 23               | 0                | -                | -                | 1                | 0                | 24               | 0                |
| 通算             | 日本             | 日本             | JSL1部           | 12               | 0                |                  |                  |                  |                  |                  |                  |
| 通算             | 日本             | 日本             | JSL2部           | 2                | 0                | 1                | 0                |                  |                  |                  |                  |
| 通算             | 日本             | 日本             | 旧JFL1部         | 0                | 0                | -                | -                |                  |                  |                  |                  |
| 通算             | 日本             | 日本             | JFL              | 26               | 0                | -                | -                | 5                | 0                | 31               | 0                |
| 通算             | 日本             | 日本             | 関東2部          | 12               | 0                | -                | -                | 1                | 0                | 13               | 0                |
| 通算             | 日本             | 日本             | 群馬県1部        | 6                | 0                | -                | -                | -                | -                | 6                | 0                |
| 総通算           | 総通算           | 総通算           | 総通算           | 320              | 0                |                  |                  |                  |                  |                  |                  |

その他の出場
- 1995年
  - XEROX SUPER CUP 1試合0得点
- Jリーグオールスターサッカー選出 : 3回 (1995, 1999, 2000,)

## 代表歴
- 代表初出場：1995年6月6日  ブラジル代表戦（アンブロ・カップ）
- 代表最終出場 : 1996年2月19日  ポーランド代表戦 (カールスバーグカップ)

### 出場大会など
- キング・ファハド・カップ1995
- 1998 FIFAワールドカップ (出場なし、グループリーグ敗退)

### 試合数
- 国際Aマッチ 4試合 0得点 (1995年-1998年)

| 日本代表 | 国際Aマッチ | 国際Aマッチ |
| 年       | 出場        | 得点        |
| -------- | ----------- | ----------- |
| 1995     | 3           | 0           |
| 1996     | 1           | 0           |
| 1997     | 0           | 0           |
| 1998     | 0           | 0           |
| 通算     | 4           | 0           |

### 出場
| No. | 開催日         | 開催都市   | スタジアム                                 | 対戦相手   | 結果 | 監督   | 大会                 |
| --- | -------------- | ---------- | ------------------------------------------ | ---------- | ---- | ------ | -------------------- |
| 1.  | 1995年06月06日 | リバプール |                                            | ブラジル   | ●0-3 | 加茂周 | アンブロカップ       |
| 2.  | 1995年08月06日 | 京都府     | 京都市西京極総合運動公園陸上競技場兼球技場 | コスタリカ | ○3-0 | 加茂周 | 国際親善試合         |
| 3.  | 1995年08月09日 | 東京都     | 国立霞ヶ丘競技場陸上競技場                 | ブラジル   | ●1-5 | 加茂周 | サン・スパークカップ |
| 4.  | 1996年02月19日 | 香港       |                                            | ポーランド | ○5-0 | 加茂周 | カールスバーグカップ |

## タイトル
フジタ
- JSL2部 : 1991-92
- ジャパンフットボールリーグ : 1993

ベルマーレ平塚
- 天皇杯 : 1995
- アジアカップウィナーズカップ : 1995

ザスパ草津
- 関東サッカーリーグ : 2003
- 群馬県社会人サッカーリーグ : 2002
- 全国地域サッカーチャンピオンズリーグ : 2003
- 群馬県サッカー協会長杯サッカー大会 : 2003

個人
- 日本フットボールリーグベストイレブン : 2004
- 日本フットボールリーグ敢闘賞 : 2004
- Jリーグ功労選手賞 : 2006

## 指導歴
- 2002年 - 2004年 ザスパ草津コーチ（選手兼任）
- 2008年 - 2019年　日本大学サッカー部 コーチ
- 2020年 - 2021年 ザスパクサツ群馬 GKコーチ